# 笹木里緒菜
笹木 里緒菜（ささき りおな、1998年4月16日 - ）は、日本のアイドル。
女性アイドルグループ・Sweet Alleyのメンバーでリーダーを務める。福井県出身。TWIN PLANET所属。愛称はつんた、りおな。

## 略歴
- 2019年
  - 7月2日、『TIF de Debut by TWIN PLANET』のオーディションに合格。TWIN PLANETに加入[2]。
  - 8月4日、TOKYO IDOL FESTIVAL 2019にてステージデビュー[3]。

## 人物
- グループ内の担当カラーは緑。
- 好きなものは犬、お寿司、ゴールデンボンバー。特技はダンス、エレクトーン、バトントワリング[1]。
- 福井訛りがひどく、この訛りは会話中や配信中にもよく見られる。
- 愛称は里緒菜、つんた。この愛称は福井弁の「～しつんた」(～しちゃった)からとられたもので名前とは関係ない。
- アメブロ「りおなは綺麗な標準語」を毎日投稿している。
- 好きな香りはCHANELのエゴイストプラチナム。ゴールデンボンバーの鬼龍院翔と握手をした際に漂ってきた香りで、忘れられなくなったという[4]。
- 上京してドラッグストアの外にクリアクリーンが置かれていたことに、なぜ盗られないか不思議に思った。
- 学生時代はファミリーマートでアルバイトをしていた。本人曰く「『ファミチキ出来たてです、いかがでしょうか』がめっちゃうまく言える」[5]。

## 出演

### テレビ
- この指と〜まれ!（2019年5月26日、フジテレビ）[6]
- 内村のツボる動画（2020年7月14日、2020年11月24日、テレビ東京）
- 踊る!さんま御殿!!（2020年8月11日、2021年8月31日、日本テレビ） [7][8]
- アウト×デラックス（2021年1月28日、フジテレビ）[9]
- 浜ちゃんが!（2021年1月27日、2月10日、読売テレビ、日本テレビ）[10]

### ラジオ
- 須田亜香里の部屋（2019年10月7日、14日、2020年2月24日、2021年6月21日、28日放送、エフエム愛知）
- GENZ（2021年6月22日、ZIP-FM）
- ミッドナイトスペシャル～金シャチ劇場～（2021年6月25日、東海ラジオ）

### ネット配信
- TIF2019 開催直前SP（2019年7月24日、ニコニコ生放送（TIFチャンネル））[11]
- 極楽とんぼのタイムリミット（#18・2020年10月11日ABEMA）[12]
- 矢口真里の火曜The NIGHT（2021年5月26日[13]、ABEMA）
- ABEMA BOATRACE CAMPUS クロちゃんとクルーちゃん（2022年4月1日 - 2023年3月31日、ABEMA） - ボートレースガールズ[14]
- ABEMA BOATRACE COLORS『クロクルパレット』（2024年4月5日 - 、ABEMA）

### 雑誌
- 音楽雑誌MARQUEE Vol.134（2019年8月10日発売）[15]